# التليتكست
التليتكست ظهرت هذه الخدمة بداية المنتصف الثاني من السبعينات 1976 م و هي عبارة عن نظام للبث التلفزيوني يقوم على أساس بث صفحات من المعلومات عن طريق محول تليفزيوني وأداة تضاف إلى جهاز التلفزيون العادي. ويحدد حجم المعلومات بعدد الأسطر المقبولة والمبثوثة على شاشة التليفزيون.
ويقوم المستفيد من هذه الخدمة بتحديد الوقت الذي يناسبه لاستقبال المعلومات أو توجيه الأسئلة والاستفسارات وتلقي الأجوبة، لأن المعلومات محددة مسبقاً من قبل المراسل (النظام)، وتبث تباعاً وباتجاه واحد.
أما تطبيقات هذا النظام العملية فتحدد بتزويد المستفيدين (المشتركين) بالمعلومات في شكل نصوص أو رسوم، مثل الأخبار المحلية أو الدولية ومعلومات عن المواصلات والطرق، ومعلومات عن البورصة وأسواق الأسهم المالية، وخدمات الطقس، والأحداث الرياضية وسواها.